# École taurine

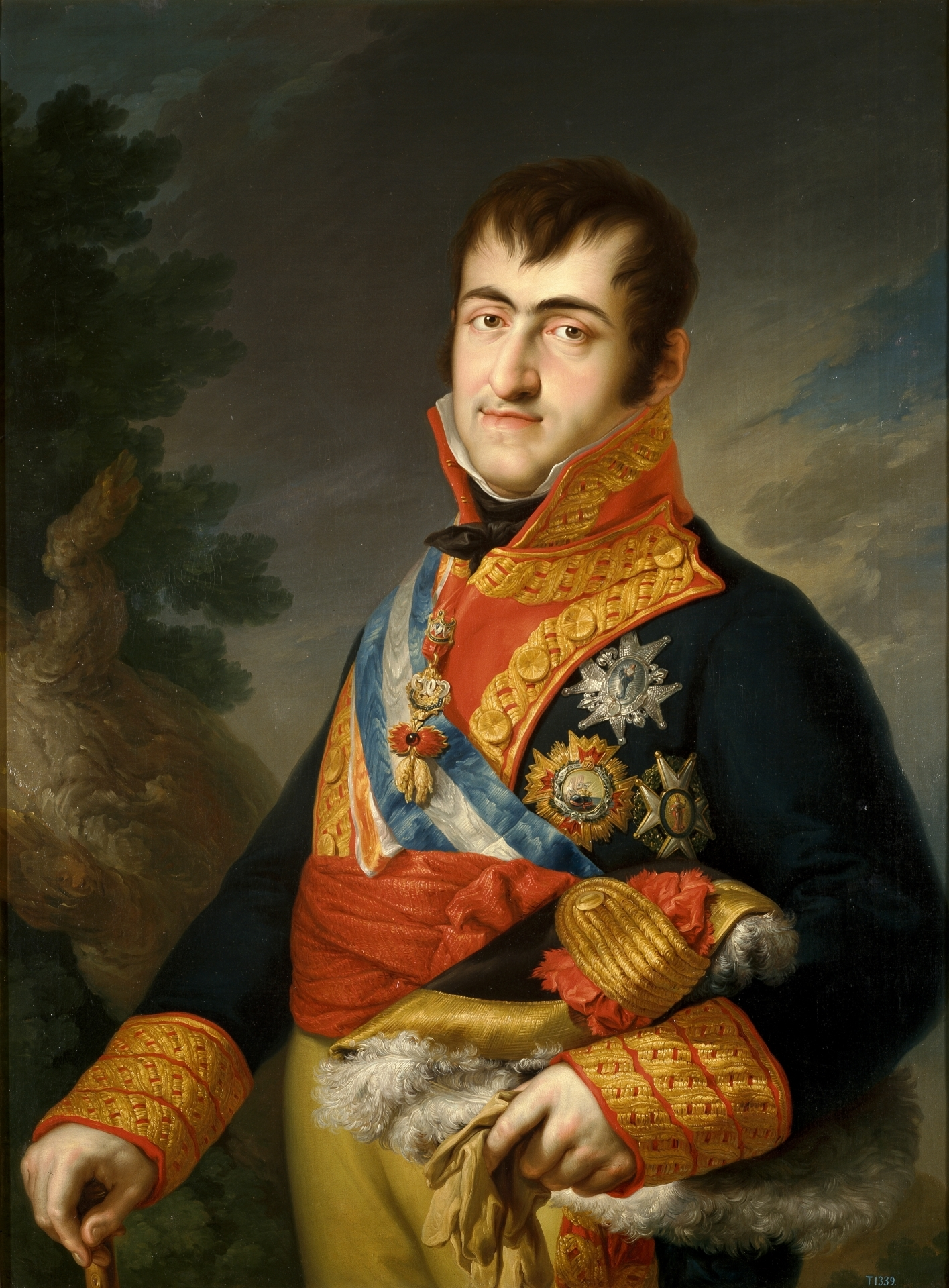
Ferdinand VII, peint par Vicente López Portaña

Les  écoles de tauromachie espagnole ou écoles taurines sont des écoles destinées à former des matadors (tueurs en espagnol). La plus ancienne a été fondée à Séville, à l'initiative du roi Ferdinand VII d'Espagne en 1830 à la fin de son règne, elle est toujours active de nos jours. En France, les écoles de tauromachie, inspirées du fonctionnement des écoles espagnoles, ont été fondées en 1984 sous l'appellation « établissements d’enseignement tauromachique ». Elles consistent en l'apprentissage du maniement d'armes blanches dans le but de mettre à mort des taureaux pour le divertissement. Les apprentis peuvent se faire la main sur de très jeunes veaux appropriés aux amateurs lors de classes pratiques.
Il existe encore d'autres tauromachies françaises sans blessures ni mises à mort : la course landaise et la course camarguaise qui ont aussi leurs écoles taurines spécialisées.

## Lieux géographiques

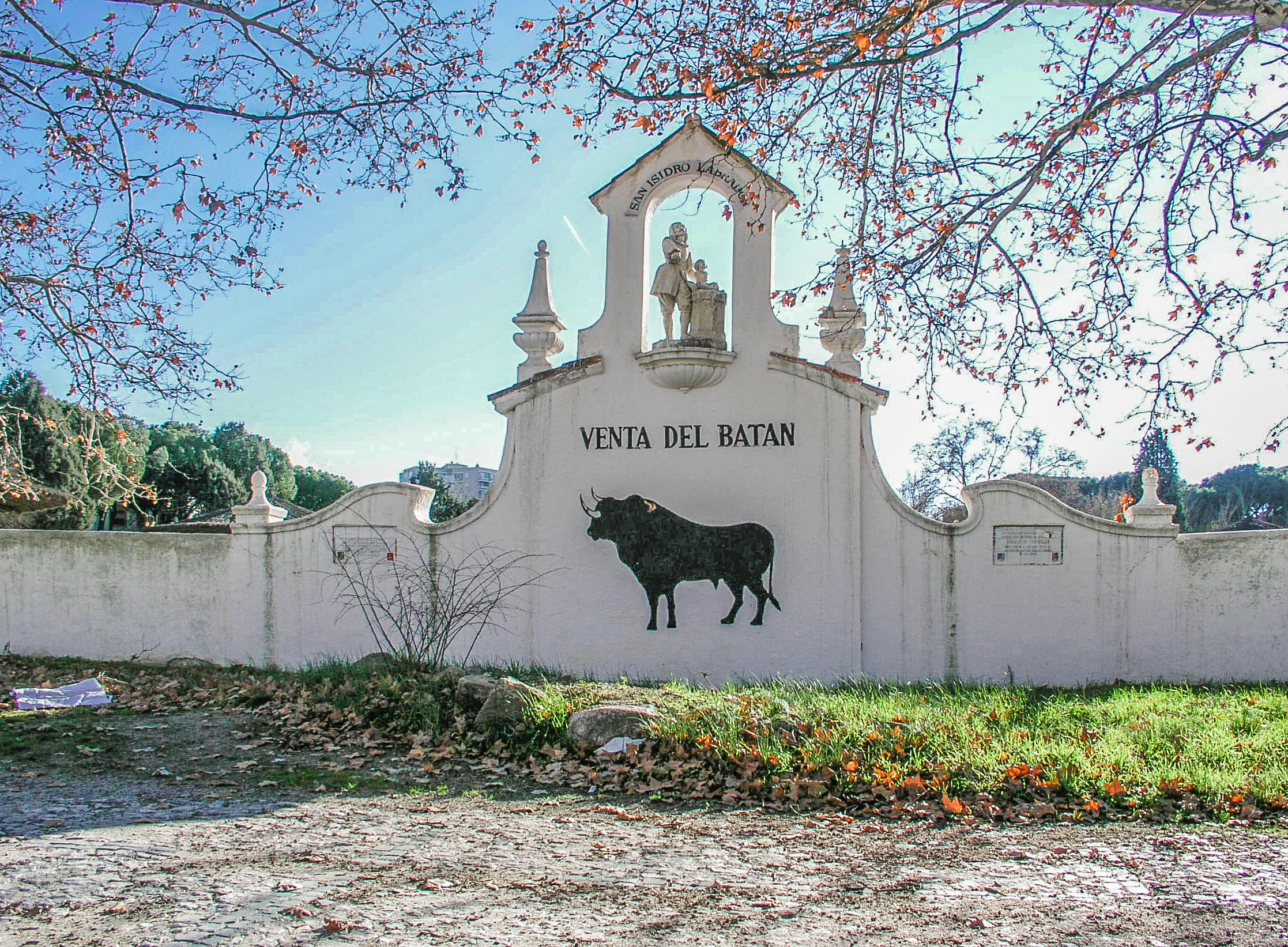
l'école taurine de Madrid

Il y a des écoles taurines un peu partout en Espagne : en Catalogne à L'Hospitalet de Llobregat, à Madrid, Valence, Albacete, Salamanque, Alicante. L'Andalousie en comptait vingt en 2013. Parmi les plus récentes en Espagne  se trouve Escuela Taurina de Arganda del Rey « Fundación El Juli », une école taurine internationale fondée en 2007 par le matador El Juli pour aider les jeunes talents.
Le Portugal possède une école taurine à Vila Franca de Xira.
En Amérique latine, le Mexique a une école taurine à Aguascalientes, une autre à Santiago de Querétaro. En Colombie, l'école taurine se trouve à Cali, au Venezuela à San Cristóbal,. Au Pérou, les principales écoles taurines sont à la Plaza de Acho à Lima et à Guadalajara. L'Équateur en possède une à Quito
Il existe aussi des écoles taurines aux États-Unis, dans les états limitrophes du Mexique, notamment en Californie où la plus célèbre est la « California Academy of Tauromaquia » de San Diego.
En France, les écoles taurines sont réparties dans le Sud et le Sud-Est : à Nîmes, à Arles, à Tarascon et Béziers, le Centre Tauromachique Saint-Remois à  Saint-Rémy-de-Provence, et il existe une école de tauromachie à cheval à Cardet.
La seule école taurine  de tauromachie espagnole dans les Landes est Adour Aficion du maestro Richard Milian. Cette école se trouve à Cauna, petit village situé a 15 kilomètres de Mont-de-Marsan. Elle est la seule à ne pas recevoir de subventions publiques.
Dans le Sud-Ouest de la France, de la Fédération Française de la Course Landaise enseigne la course landaise, alternativement dans les arènes des Landes et du Gers Il y a encore l'école taurine du Grand Sud Ouest à Campet, et une à Samadet
Dans le Sud-Est, les écoles taurines de course camarguaise sont principalement réparties en Basse-Provence, en Camargue et en Petite Camargue, des portes d'Avignon jusqu'à Montpellier, réunissant autour du delta du Rhône une partie du Languedoc.

## Historique

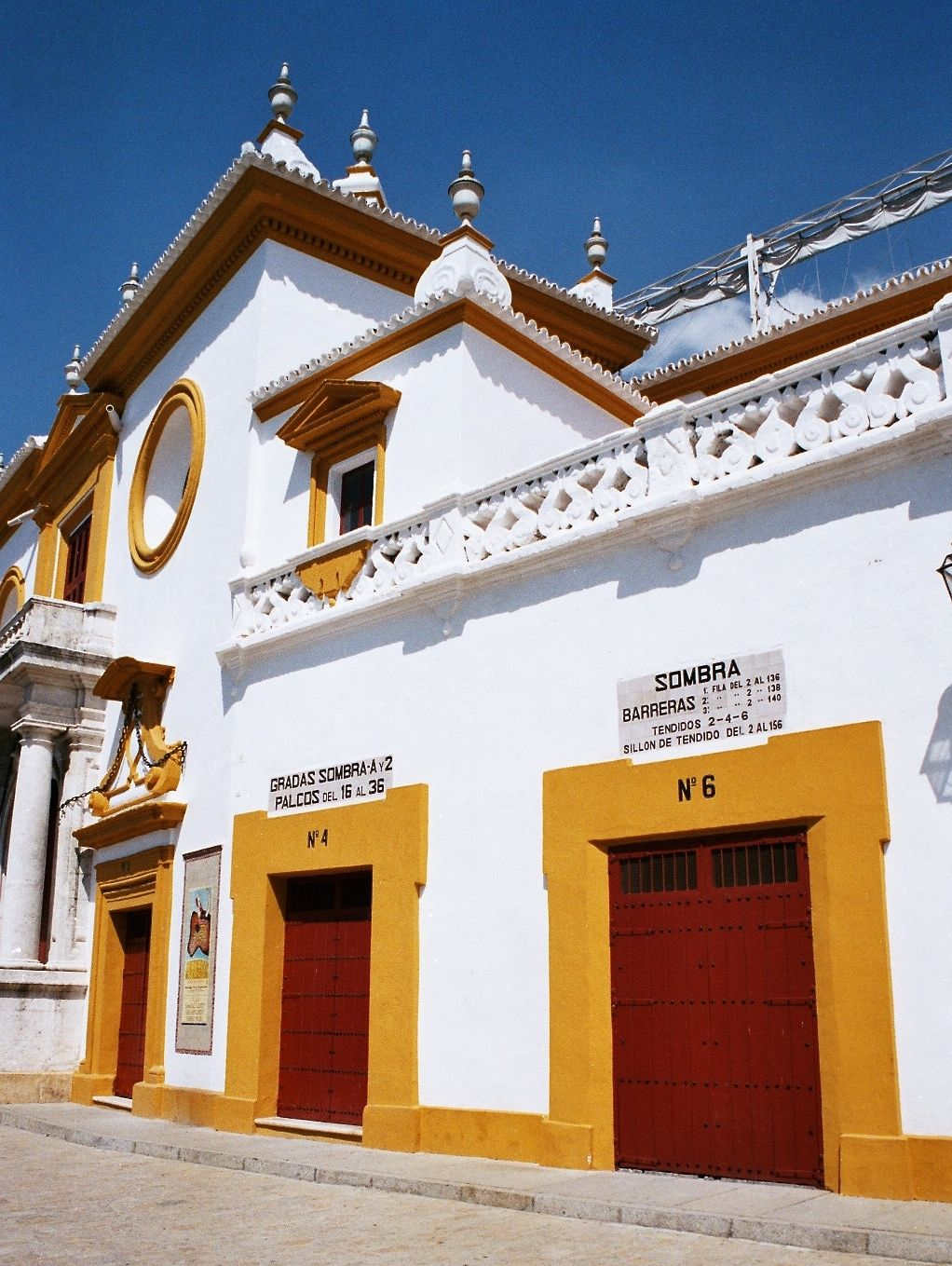
Arènes de la Real Maestranza de Caballería de Séville

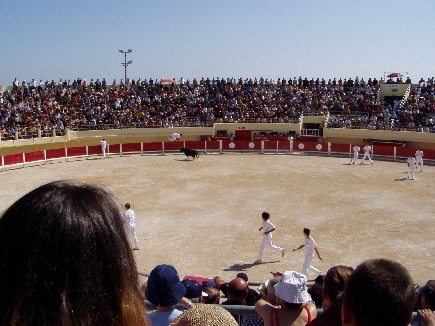
Course camarguaise aux Saintes-Maries-de-la-Mer

Soucieux de raviver une tradition populaire qui avait souffert de la guerre avec la France, le roi Ferdinand VII d'Espagne fonde l'école taurine de Séville par décret. Il en confie, en 1830, la direction au matador Jerónimo José Candido, beau-frère d'un autre matador, Pedro Romero qui avait alors  soixante-treize ans et qui finit par obtenir la direction tandis que Jeronimo devenait son adjoint. L'école est fermée quatre ans plus tard par décret le 15 mars 1834. Elle n'aura pas le temps de former des matadors puisqu'il faut environ sept ans pour y parvenir, mais des figuras sont passées par cette école éphémère : « Paquiro » et « Cúchares » entre autres.
Ainsi, pendant une longue période, les apprentis toreros ont commencé leur carrière dans de dangereuses capeas de village où il tentaient de se faire remarquer. Les plus chanceux faisaient ensuite leurs classes comme subalternes dans des cuadrillas. D'autres cherchaient une occasion en se jetant dans l'arène en amateur, et en prenant tous les risques. C'était les espontáneos dont les plus connus au XXe siècle sont « El Cordobés » et Simon Casas. Cette dernière activité, bien que dangereuse et réprimée par la police, n'arrêtait pas les passionnés du ruedo. Ce n'est qu'avec l'ouverture des écoles de tauromachie, en 1977 à Madrid, en 1984 à Nîmes que les espontáneos sont devenus plus rares, puis ont pratiquement disparu. Selon Claude Popelin et Yves Harté, l'école de Madrid aurait été ouverte en 1975.
C'est sur l'initiative de Enrique Martín Arranz, ancien novillero, que l'école est fondée  au centre du parc de la Casa del Campo, dans les arènes désertées par le Syndicat des toreros. Accueillie avec scepticisme, l'idée s'est implantée peu à peu. L'école de Albacete a suivi son exemple quelques années plus tard, puis Salamanque, Valence, Cadix, Murcie, Badajoz, Alicante, Navarre, Huelva, Valladolid, Cáceres.
En France, il faut attendre 1984, date de la fondation du Centre français de tauromachie de Nîmes pour que les matadors français reçoivent une formation.
La course landaise est une pratique tauromachique ancienne (1830), mais on ne peut donner avec certitude la date d'établissement des premières écoles taurines dans les Landes. L'École taurine de Pomarez ou celle de Samadet sont les uniques centres de formation à la tauromachie landaise et qui dépendent de Fédération française de la course landaise créée en 1953
Les écoles taurines de course camarguaise sont d'une tradition beaucoup plus ancienne. Sans que la date exacte soit donnée de façon certaine, leur création non officielle remonte environ aux années 1920, plus officiellement en 1966  date de la création de la Fédération française de la course camarguaise. La course camarguaise a une fiche d'inventaire au patrimoine culturel immatériel de la France.

## Tauromachie espagnole: fonctionnement en France et en Espagne

### Financements
En France comme en Espagne, les conditions de financement des écoles taurines varient selon les cas. Mais les objectifs et la pratique restent les mêmes, les écoles françaises étant d'abord inspirées des écoles espagnoles qui ont été les premières à ouvrir leurs portes  en 1830, puis 1977.
En France, les écoles taurines reçoivent des  subventions diverses de la part de régions, municipalités, mécènes, entreprises privées, gérants d'arènes, de donateurs individuels. Le centre français de tauromachie de Nîmes cumule tout type de subventions. Parfois les écoles n'en reçoivent aucune et dépendent uniquement de dons privés comme c'est le cas de l'école Richard Milian « Adour aficion ». L'école taurine d'Arles reçoit des subventions de la communauté de communes Arles Crau Camargue Montagnette.
En Espagne, beaucoup d'écoles dépendent uniquement de la municipalité, par exemple la Escuela Municipal de Jerez (Cádiz)' ,. C'était aussi le cas de l'école de Madrid qui avait reçu ses installations de la ville, dans les arènes de Venta del Batan. La ville ayant retiré son soutien, l'école a reçu une aide privée des arènes de Las Ventas où elle est désormais située ,. L'école de Salamanque est aussi subventionnée par ville , tout comme celle d'Albacete Dans les deux pays, les cours ont lieu soit dans une arène, soit dans une finca, soit dans une ganadería.
Il existe des écoles taurines dans les régions où la corrida est interdite légalement. Leur financement est toujours privé, leurs cours sont payants. Par exemple aux  États-Unis, la California Academy of Tauromaquia de San Diego donne des cours à ses élèves amateurs qu'elle emmène aussi en stage Espagne. Cette école s'annonce comme la « Première école d'enseignement de toreo aux États-Unis (The First School of Instruction For Toreo in the United States » La Santa Maria Bullfighting School, à La Gloria, Texas, a été créé par David Renk El Texano, enfant handicapé devenu torero grâce aux encouragements de son père qui était lui-même « aficionado et qui tenait un ranch dont les murs étaient tapissés d'affiches de corrida et de souvenirs de tauromachie. » Tous deux ont créé cette école bloodless, (sans sang), mais les élèves n'ont qu'à passer la frontière mexicaine pour  participer à une corrida, comme l'avait fait David. El Texano avait obtenu sa confirmation d'alternative en 1983 dans les arènes de Mexico. Aux États-Unis encore en Californie la  California  Academy of tauromaquia offre des cours pour ceux qui veulent affronter des taureaux  et qui vont se présenter à Monterey comme ce fut le cas de Honey Anne Haskins, torera sous le nom de Ana de Los Angeles au  Mexique puis en Espagne.
Certains écoles taurines se sont maintenues malgré la suppression de la corrida. La Escola taurina de Catalunya ou Escuela taurina de Catalunya, située à L'Hospitalet de Llobregat, ne reçoit que des aides privées. En particulier du centre français de tauromachie de Nîmes avec lequel elle a fusionné en 2015 et qui lui apporte son soutien. Le matador José Tomás  s'est engagé lui aussi dans le soutien de cette école à laquelle il apporte son aide.

### Méthodes et objectifs
Les matadors sont impliqués dans les écoles de tauromachie espagnole : ils en créent, et/ou les dirigent. Certains y donnent des cours, le plus souvent ils font partie de l'équipe. Le professeur qui dirige l'école est le chef de lidia  (jefe de lidia en Espagne). La définition de l'école taurine lors de sa création en France est  « établissement d’enseignement tauromachique », en Espagne : « escuela de tauromaquia », le mot escuela désignant également la manière d'interpréter les suertes et la conception de la lidia.
En France, Richard Milian, Mehdi Savalli sont à la fois  professeurs, créateurs d'école, et enseignants. Mais toutes le écoles n'ont pas un matador comme directeur. C'est le cas des écoles de tauromachie de Nîmes bien que des toreros interviennent dans l'organigramme, tandis que le directeur d'Arles Tino Lopes  fêtait récemment ses 25 ans d'alternative qui est le diplôme le plus élevé dans l'échelle de la tauromachie. Un récapitulatif des matadors français a été fait par La Dépêche du midi en 2000
En Espagne, beaucoup d'écoles de tauromachie ont comme directeur un matador. L'école d'Albacete est dirigée par le matador Sebastián Cortés,. L'école de Salamanque est  aussi dirigée par un matador : José Ignacio Sánchez Santiago, ancien élève de cette même école, qui enseigne avec José Ramón Martín, torero, et le torero José Javier Martín Corral. Les écoles présentent souvent la liste de leurs élèves qui ont pris l'alternative, ce qui dans le monde de la tauromachie, constitue le diplôme le plus élevé. Albacete se flatte d'avoir formé notamment les maestros  Rafael de la Viña et Antón Cortés, fils de Sebastián Cortés.
L'objectif dans les deux pays est de fournir un enseignement spécialisé de formation taurine consistant à mettre à mort des taureaux. En France, outre d'anciens toreros, les bénévoles qui enseignent ont eux-mêmes une formation tauromachique, soit comme ganadero, soit comme peon, picador, banderillero, aficionado pratico ou tout autre intervenant ayant pratiqué la tauromachie. L'enseignement consiste en des cours théoriques et pratiques avec des journées pédagogiques ouvertes au public. Lors de classes pratiques, les apprentis s'entrainent aux gestes et à la mise à mort sur de jeunes veaux. À cela s'ajoutent des cours de culture tauromachique. En Espagne, si on compare l'école d'Albacete et celle de Salamanque, les programmes sont proches de ceux des écoles françaises. Dans toutes les écoles, en Espagne comme en France, les cours de tauromachie sont donnés les jours de congé scolaires. Selon Robert Bérard : « Les écoles taurines contribuent à jouer, en outre, un rôle social qui permet à certains jeunes de s'intégrer dans une discipline à laquelle ils adhèrent, par jeu ou par goût, quitte à y découvrir leur talent ou leur inaptitude ». À Nîmes une opération de socialisation a été lancée à cet effet dans les quartiers sensibles. Cette opération a eu lieu avec l'aide bénévole d'aficionados practicos,.
Le rôle des professeurs est de freiner l'enthousiasme d'élèves qui croient avoir la vocation, mais qui atteindrons, au mieux le stade de bons aficionados practicos. Le métier de torero est dur et dangereux ; les enseignants qui sont issus du mundillo (monde taurin) sont capables d'évaluer les possibilités d'un individu. Ces écoles ont fourni de célèbres matadors au cours des trente dernières années, entre autres : Joselito (école de Madrid) ; José Tomás (Madrid) ; Finito de Córdoba, formé à la petite école de tauromachie d'El Puerto de Santa María (et qui retourne parfois pour y donner des cours ; Sébastien Castella, qui a fait se premiers pas avec Richard Milian et a ouvert une école de tauromachie en Haïti. Il faut en moyenne 6 à 7 ans pour former un torero, ce qui ne signifie pas qu'il deviendra une vedette : certains restent banderilleros ou Peón.

## Tauromachie française: course landaise et course camarguaise
Il existe des écoles taurines dans d'autres formes de courses de taureaux en France : la course landaise et la course camarguaise, sans blessures ni mises à mort des animaux.
L'école taurine de Pomarez forme des sauteurs et écarteurs qui sont les toreros de la vache landaise ou coursière . Les professeurs sont eux-mêmes sauteurs et écarteursCette école  est  une école taurine de la Fédération Française de la Course Landaise. C'est l'unique centre de formation fédéral à la course landaise. Les séances se déroulent dans différentes arènes des départements français du Gers et des Landes. Elles sont au nombre de 164 dans une région qui comporte la concentration la plus forte  d'arènes en France. Comme pour toutes les écoles taurines de la course landaise, l'enseignement comporte une partie pratique et une partie théorique. Depuis  2009, le projet gascon offre aux jeunes la possibilité de se familiariser avec cette course très tôt,, la course landaise est aussi un sport,. Les écarteurs et les sauteurs s'affrontent lors du Championnat de France des Écarteurs et Sauteurs
La  tauromachie camarguaise  ou course camarguaise a aussi ses écoles qui forment des raseteurs, ou des tourneurs, sportifs de haut niveau qui s'affrontent en compétitions Cocarde d'or, Biòu d'or, Trident d'or. La course camarguaise a toujours sa fiche-type à l'inventaire du patrimoine culturel immatériel de la France. Les principales écoles taurines de course camarguaise sont celles de Baillargues, de  Châteaurenard, l'école taurine saint rémoise à Saint-Rémy-de-Provence. Comme la discipline landaise, la discipline camarguaise est un sport. Elle est affiliée à la Fédération Française de la course camarguaise qui, après avoir connu des difficultés financières, vient d'opérer une modification du règlement avec son nouveau président l'ancien raseteur Hadrien Poujol. La course camarguaise est pratiquée principalement en Basse Provence, en Camargue et Petite Camargue. Selon sa fiche d'inventaire, 16 écoles d'apprentissage de la course camarguaise ou école de raseteurs sont recensées.

## Créations et suppressions
Le nombre d'écoles de tauromachie espagnole, en France comme en Espagne varie selon les années.
En France, certaines ont fermé : Hagetmau, Tarascon. D'autres sont maintenues malgré les attaques. D'autres encore ouvrent : à Montpellier où il n'y a plus d'arènes, le matador Mehdi Savalli a créé une école taurine où il enseigne la tauromachie espagnole. Il a été lui-même un brillant matador, comme le rapportait le journal Libération en 2006. Il a été élève de l'école taurine d'Arles.
En Espagne où le nombre d'écoles reconnues par l'Andalousie, était de 20 annoncées en 2013, il est de 26 en 2015. En 2013, le chiffre global des écoles de tauromachie était de 42. On ne possède aucun chiffre détaillé des créations depuis 2007, date de la création de l'école d'El Juli, ni des suppressions, en dépit des multiples hoax diffusés sur la disparition de l'école de tauromachie de Madrid,.
Pour les écoles française de tauromachie camarguaise et landaise, les chiffres restent identiques à ceux déjà cités.